# 卡森 (密西西比州)
卡森（英語：Carson）是位於美國密西西比州傑佛遜·戴維斯縣的非建制地區。

## 歷史
卡森的郵局自1900年營運至今。

## 地理
卡森所處的海拔為高於海平面153米（即502英呎），而該地所採用的時區為UTC-6，即北美中部時區（CST）。同時該地設有夏令時間，為UTC-6調快一小時，即UTC-5（CDT）。